# 권헌익
권헌익(權憲益)은 케임브리지 대학교 트리니티 칼리지의 인류학 교수이다. 베트남 전쟁 당시 한국군에 의해 자행된 하미 마을 학살 사건을 연구하여 도이머이 이후 유족들의 문화에 대한 인류학적 보고서인 《학살, 그 이후》를 저술하였고, 이 책으로 미국 인류학회에서 기어츠상을 수상하였다.

## 경력
대구에서 출생하였다. 아버지는 대구은행 창립 멤버이자 제4대 대구은행장을 역임한 권태학이다. 경북고등학교를 졸업하고 1981년 서울대학교 철학과에 입학하여 학생 운동을 하다가 2년 만에 중퇴하고 미국으로 유학하여 미시건 대학교에서 정치학으로 학사학위를 받았다. 이후 "딱딱한 정치학에서는 사람 사는 모습이 보이지 않아" 인류학으로 전공을 바꾸어 영국 케임브리지 대학교에서 인류학으로 석사 및 박사 학위를 받았다.
박사 학위 논문은 시베리아의 퉁구스 민족에 대한 인류학적 조사로 1991년 연구가 끝날 즈음 소련의 붕괴를 소련에 있으면서 직접 경험하였다. 박사 학위를 마치고 맨체스터 대학교에 인류학 교수로 재직하였고, 에든버러 대학교로 이직하여 여기에서 《학살, 그 이후》를 저술하였다. 잠시 한국으로 돌아와 한양대학교에서 시간강사를 하였으나 다시 영국의 런던 정치경제대학교로 자리를 옮겼다. 이후 케임브리지 대학교 트리니티 칼리지 인류학 교수로 재직중이다. 《학살, 그 이후》의 속편이라고 할 수 있는 《베트남 전쟁의 유령들》(2008년)으로 아시아 학회의 카힌상을 수상하였다.
직접 경험한 소련 붕괴를 바탕으로 《또 하나의 냉전》을 저술하였고 2013년에는 북한의 권력 구조 이양을 연구한 《극장국가 북한 - 카리스마 권력은 어떻게 세습되는가》를 출간하였다.
2018년 다가 오는 3·1 운동 100주년을 바라보며 한나 아렌트가 주창한 평화적 정치 행위의 원형으로서 3·1 운동을 바라보는 것이 한국학의 새로운 "포인트"가 될 것이라고 주장하였다.

## 저서

### 학살, 그 이후
《학살, 그 이후》는 1968년 베트남 전쟁 당시 있었다고 주장하는 하미 마을 학살 사건에 대한 인류학적 보고서이다. 베트남에는 집에서 자연스럽게 맞이하는 죽음과 달리 집 밖에서 갑작스래 죽음을 당하면 혼령이 안식을 맞지 못한다는 믿음이 있다. 하미 마을 학살은  한국군이 사람들을 모으고 기관총과 유탄발사기로 사람들을 학살한 갑작스런 죽음이었다고 주장하며, 간신히 수습한 주검은 다시 한국군이 몰고온 불도저가 깔아 뭉갰다고 주장하고 있다고 한다. 이는 베트남 사람들에게 사람을 두 번 죽이는 것과 같은 일로 여겨졌고 깊은 상처를 주었다. 전쟁 와중에 제대로 시신을 수습 하지 못하고 종전을 맞은 뒤 사람들은 구천을 떠도는 영혼을 마주치며 괴로워한다. 도이머이로 경제 사정이 나아지자 유족들은 초혼과 위령을 위해 애쓴다. 제대로 된 무덤과 위령비를 세운 것은 사건이 있은 지 30년이나 지난 시점이었다. 주민들은 1990년대 이후 대대적인 이장과 사당 재건립, 무덤 단장 등의 추모 운동을 벌이면서 "나쁜 죽음"을 선조의 전생과 융화시키기 위해 애쓰며 독창적인 의례까지 창안하게 된다.
그마저 위령비 건립은 한국의 참전 군인 단체가 찬조하였다가 사건 경위를 적은 비문을 문제 삼아 위령비 제작을 방해하여 또 다른 갈등의 원인이 되었다. 결국 위령비는 비문을 연꽃 그림으로 덮은 채 제막되었다.

### 또 하나의 냉전
권헌익은 소련의 붕괴 당시 박사 학위 연구를 위해 시베리아에 있었다. 그는 소련의 붕괴로 냉전이 종식되었다는 소식을 접하며 어떻게 한 지역의 사건이 전 지구의 사건으로 대표될 수 있는 지에 의구심을 품는다. 그리하여 전면전의 회피라는 의미에서 냉전이 실은 이른바 주변부 국가의 끊이지 않는 현식적인 전쟁, 학살 없이는 유지 되지 않았다는 지적과 함께 냉정 질서라는 개념의 근간에 있는 "유럽중심주의"에 대한 비판적으로 분석하고 냉전이 사회적 관계 속에서 가족에 이르기까지 자리 잡는 상황을 베트남과 제주도의 경우를 실례로 들어 살펴 보았다. 이를 테면 "저쪽편"에 가담한 사람은 가족이라 할 지라도 제사에서 배제되었다는 것이다.

### 극장국가 북한
극장국가는 인류학자 클리퍼드 기어츠가 제시한 개념으로 물리력 강제가 아니라 화려한 의례와 공연을 통해 국가의 통치를 이루려는 국가를 말한다. 권헌익은 이러한 극장국가의 개념을 북한에 적용하여 사회적 의례와 집단 공연이 어떻게 통치 질서를 구축하는 지 살피고 외부에서는 이해하기 힘든 그들의 권력 세습에 대한 분석을 시도하였다.

### 베트남 전쟁의 유령들
《학살, 그 이후》의 후속 격인 《베트남 전쟁의 유령들》은 학살 이후 유족과 지역 공동체가 그 죽음을 어떻게 받아들이고 스스로 치유하려 애쓰는 지를 인류학적으로 관찰한 보고서이다. 흔히 서구적 관점에서 미신으로 치부받는 유령, 원혼, 잡신들이 실재 살아있는 사람들에게 어떤 영향을 미치는 지, 그리고 제사, 위령 등의 행위를 통한 공동체의 노력이 어떤 의미를 지니는 지를 탐구하였다. 이 책으로 권헌익은 아시아 학회의 카힌상을 수상하였다.